# カスケード・インベストメント
カスケード・インベストメント（英: Cascade Investment）は、アメリカ合衆国の大富豪ビル・ゲイツによって所有されている投資持ち株会社。ゲイツの所有するマイクロソフト株の売却益を元に設立されて以来、オーナーであるゲイツの個人資産の管理と運用の一切を担っており、ゲイツ家の資産管理会社としての側面も併せ持つ。
ゲイツは同社を通じてフォーシーズンズホテルやバークシャー・ハサウェイ、カナディアン・ナショナル鉄道などの株式や、かつてバッファロー・ビルが所有していたワイオミング州にある490エーカーの牧場などの不動産を所有している。
1995年にそれ以前のゲイツの投資会社であったドミニオン・インカム・マネジメント（英: Dominion Income Management）の後継会社として設立されて以来、マイケル・ラーソンがCEOとして同社のトップを務めている。また、ラーソンは同社でゲイツの個人的な資産を管理する一方で、彼と妻のメリンダが主導するビル&メリンダ・ゲイツ財団の莫大な資金（基金）の管理・運用責任者でもある。

## 主要な投資
| 社名                                | 保有比率 |
| ----------------------------------- | -------- |
| フォーシーズンズホテル              | 47%      |
| エコラボ                            | 25%      |
| カナディアン・ナショナル鉄道        | 10%      |
| FEMSA                               | [ 6 ]    |
| バークシャー・ハサウェイ            | 4%       |
| ストラティージック・ホテル&リゾーツ | 9.8%     |
| リパブリック・サービシズ            | 30.9%    |
| ディア・アンド・カンパニー          | [ 6 ]    |
| バンズル                            | 6%       |
| カーペットライト                    | 3%       |
| ディアジオ                          | [ 6 ]    |
| オートネーション                    | 14%      |
| マイクロソフト                      | 3.6%     |
| ビヨンド・ミート                    | 22.91%   |
| リッツカールトン・サンフランシスコ  | [ 1 ]    |
| テラパワー                          | 22.91%   |